# Ruak (fiume)
Il fiume Ruak (in thailandese แม่น้ำรวก, Maenam Ruak, trascrizione IPA: mɛ̂ːnáːm rûa̯k; in birmano: ရောက်မြစ်) è un affluente di destra del fiume Mekong, nell'ultima parte del suo corso segna la frontiera tra la Thailandia e la Birmania.
Il Ruak nasce dai Monti Daen Lao nello Stato Shan della Birmania, scorre tortuoso tra le alture dei Daen Lao e arriva in Thailandia nella provincia di Chiang Rai all'altezza del distretto di Mae Sai. Da quel punto forma la frontiera tra Thailandia e Birmania e dopo qualche chilometro attraversa l'agglomerato urbano formato da Tachileik e Mae Sai, dove si trova uno dei più importanti valichi di frontiera tra la Birmania e la Thailandia. Passa quindi nel distretto di Chiang Saen e sbocca nel Mekong nel villaggio di Sop Ruak, punto noto come Triangolo d'oro, che corrisponde al triplice confine di Laos, Thailandia e Birmania. Il tratto del fiume lungo la frontiera è di circa 20 chilometri.
Le abbondanti precipitazioni nella stagione delle piogge provocano nei pressi del fiume gravi allagamenti, mentre nella stagione secca si registra nella zona una carenza di acqua che causa siccità, problemi che hanno gravi conseguenze sull'economia locale. Il triangolo d'oro è un'importante meta turistica e le agenzie locali organizzano escursioni in barca sul Ruak.